# 흰눈강갈색제비
흰눈강갈색제비(Pseudochelidon sirintarae, 종종 Eurochelidon sirintarae)는 강갈색제비과에 속하는 두 종 중 하나이며, 제비과에 속한다. 철새로 겨울을 나는 것이 태국에서 몇번 목격되었을 뿐으로 지금은 멸종되었을 수도 있다.
다 자란 흰눈강갈색제비는 적당한 크기의 참새와 비슷하며, 광택이 있는 흑녹색 깃털이 몸을 덮고 있다. 또한 둔부는 하얗고 한 쌍의 길쭉한 깃털이 후면에 있다. 이름과 같이 눈은 하얗고 넙죽하고 밝은 황녹색 부리를 지니고 있다. 암컷과 수컷은 비슷하다. 이들의 행동방식과 식성에 대해서는 많이 알려진 바가 없지만, 다른 제비들처럼 날면서 곤충을 잡는 등 비슷한 것으로 여겨지고 있다.
태국의 고유종이기에 1975년 우표에 선보이기도 하였으며, 1974년 금제 5,000 태국 밧에 새겨지기도 하였다.